# Rize (tỉnh)
Rize là một tỉnh ở đông bắc Thổ Nhĩ Kỳ, bờ đông Biển Đen, giữa Trabzon và Artvin. Tỉnh lỵ là thành phố Rize.
Tên gọi xuất phát từ tiếng Hy Lạp ριζα (riza), có nghĩa là "sườn núi" . Tên gọi theo tiếng Gruzia là რიზე, còn tên Armenia là Ռիզե.
Rize nằm về phía bắc của dãy núi chạy dọc bờ Biển Đen.
Tỉnh này là quê hương của người Laz, người Hemshin, người Thổ Nhĩ Kỳ và các cộng đồng Gruzia.

## Các huyện
Rize được chia thành 12 đơn vị cấp huyện (tỉnh lỵ được bôi đậm):
- Ardeşen
- Çamlıhemşin
- Çayeli
- Derepazarı
- Fındıklı
- Güneysu
- Hemşin
- İkizdere
- İyidere
- Kalkandere
- Pazar
- Rize